# Eucranaus
Genre
Synonymes
- Baustomus Roewer, 1932
- Kendima Roewer, 1932

Eucranaus est un genre d'opilions laniatores de la famille des Cranaidae.

## Distribution
Les espèces de ce genre se rencontrent en Équateur et en Colombie.

## Liste des espèces
Selon World Catalogue of Opiliones (12/08/2021) :
- Eucranaus albiornatus (Roewer, 1932)
- Eucranaus cinnamomeus (Gervais, 1844)
- Eucranaus macrospina (Roewer, 1932)
- Eucranaus reticulatus Roewer, 1913
- Eucranaus tenuipes (Roewer, 1959)

## Publication originale
- Roewer, 1913 : « Die Familie der Gonyleptiden der Opiliones-Laniatores [Part 2]. » Archiv für Naturgeschichte, sér. A, vol. 79, no 5, p. 257–472 (texte intégral).